# Cherokee-Silbenschrift

Einige Silbenzeichen in Schriftarten Languagegeek Aboriginal Serif, Tsulehisanvhi, Noto Sans Cherokee und Microsoft Gadugi

Verbreitungsgebiet der Cherokee-Schrift auf der Weltkarte

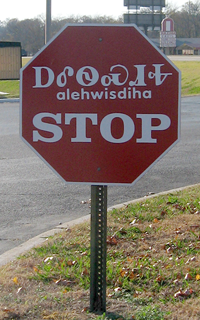
Stoppschild mit Cherokee-Schrift in Tahlequah, Oklahoma

Die Cherokee-Silbenschrift, das Schriftsystem der Cherokee-Nation, ist ein Syllabar, das aus 85 Zeichen (Syllabogrammen) besteht und bis heute für die schriftliche Wiedergabe der Cherokee-Sprache verwendet wird. Seit 2014 wird zwischen Groß- und Kleinbuchstaben unterschieden.

## Geschichte
Die Schrift wurde Anfang des 19. Jahrhunderts von Sequoyah (auch George Guess genannt) entwickelt (siehe dort zu den Grundprinzipien dieser Schrift) und konnte auch für den Druck gesetzt werden. 1821 stellte Sequoyah gemeinsam mit seiner Tochter Ayoka das neue Schriftsystem der Cherokee-Stammesführung im Arkansas-Territorium erstmals öffentlich vor. Die Cherokee-Führung erkannte den Nutzen des Systems und unterstützte eine Förderung und Unterrichtung. Der Erfolg war enorm. Es gibt Schätzungen, denen zufolge der Alphabetisierungsgrad der Cherokee im frühen 19. Jahrhundert bei ungefähr 90 % lag. Mit diesem hohen Anteil von Lesekundigen übertrafen die Cherokee damals selbst ihre europäischstämmigen Nachbarn. Sequoyahs Silbenschrift erregte auch in Europa Aufmerksamkeit. So schreibt im Jahre 1826 der Christian Observer in London das Folgende über Sequoyah (George Guyst):

“A form of alphabetical writing invented by a Cherokee named George Guyst, who does not speak English, and was never taught to read English books, is attracting great notice among the people generally. Having become acquainted with the principle, that marks can be made the symbol of sound, this uninstructed man conceived the notion that he could express all the syllables by separate characters . . . Soon a correspondence was maintained between the Cherokees in Wills Valley and their countrymen beyond the Mississippi, five hundred miles apart. This was done by individuals who could not speak English, and who had never learned any alphabet except this one, which Guyst had invented.”

„Eine Form von alphabetischer Schrift, erfunden von einem Tscherokesen namens George Guyst, der kein Englisch spricht und nie gelehrt wurde, englische Bücher zu lesen, erregt großes Aufsehen unter dem ganzen Volk. Nachdem er das Prinzip erfasst hatte, dass Zeichen als Symbol des Lautes verwendet werden können, hatte dieser ungebildete Mann die Idee, dass er jede Silbe mit einem einzelnen Schriftzeichen ausdrücken könnte … Bald entstand eine rege Korrespondenz zwischen den Tscherokesen im Wills Valley und ihren Landsleuten jenseits des Mississippi, fünfhundert Meilen entfernt. Und dies bei Menschen, die nicht Englisch sprechen konnten und nie ein anderes Alphabet gelernt hatten als eben dieses, das Guyst erfunden hatte.“

1826 wurden David Brown und George Lowrey beauftragt, die Gesetze der Cherokee-Nation unter Verwendung dieser Zeichen in die Cherokee-Sprache zu übersetzen und acht Kopien anzufertigen, dazu noch ein Exemplar des Neuen Testaments. 1828 wurde die erste Zeitung in Cherokee herausgegeben, der Cherokee Phoenix, nachdem Samuel Worcester zuvor die dafür notwendigen Bleilettern der Silbenzeichen gegossen hatte. Einige Wissenschaftler vertreten die Ansicht, dass die eigene Schrift und deren Verbreitung mit dazu beigetragen hat, die Sprache der Cherokee zu erhalten, die heute noch von vergleichsweise vielen Stammesangehörigen verstanden wird.

## Die Silbenzeichen und deren Unicode-Kodierung
| Code- punkt | 0     | 1     | 2     | 3     | 4     | 5        | 6     | 7     | 8     | 9        | A     | B     | C     | D     | E     | F     |
| ----------- | ----- | ----- | ----- | ----- | ----- | -------- | ----- | ----- | ----- | -------- | ----- | ----- | ----- | ----- | ----- | ----- |
| 13A         | Ꭰ A   | Ꭱ E   | Ꭲ I   | Ꭳ O   | Ꭴ U   | Ꭵ V (a)  | Ꭶ Ga  | Ꭷ Ka  | Ꭸ Ge  | Ꭹ Gi     | Ꭺ Go  | Ꭻ Gu  | Ꭼ Gv  | Ꭽ Ha  | Ꭾ He  | Ꭿ Hi  |
| 13B         | Ꮀ Ho  | Ꮁ Hu  | Ꮂ Hv  | Ꮃ La  | Ꮄ Le  | Ꮅ Li     | Ꮆ Lo  | Ꮇ Lu  | Ꮈ Lv  | Ꮉ Ma     | Ꮊ Me  | Ꮋ Mi  | Ꮌ Mo  | Ꮍ Mu  | Ꮎ Na  | Ꮏ Hna |
| 13C         | Ꮐ Nah | Ꮑ Ne  | Ꮒ Ni  | Ꮓ No  | Ꮔ Nu  | Ꮕ Nv     | Ꮖ Qua | Ꮗ Que | Ꮘ Qui | Ꮙ Quo    | Ꮚ Quu | Ꮛ Quv | Ꮜ Sa  | Ꮝ S   | Ꮞ Se  | Ꮟ Si  |
| 13D         | Ꮠ So  | Ꮡ Su  | Ꮢ Sv  | Ꮣ Da  | Ꮤ Ta  | Ꮥ De     | Ꮦ Te  | Ꮧ Di  | Ꮨ Ti  | Ꮩ (b) Do | Ꮪ Du  | Ꮫ Dv  | Ꮬ Dla | Ꮭ Tla | Ꮮ Tle | Ꮯ Tli |
| 13E         | Ꮰ Tlo | Ꮱ Tlu | Ꮲ Tlv | Ꮳ Tsa | Ꮴ Tse | Ꮵ Tsi    | Ꮶ Tso | Ꮷ Tsu | Ꮸ Tsv | Ꮹ Wa     | Ꮺ We  | Ꮻ Wi  | Ꮼ Wo  | Ꮽ Wu  | Ꮾ Wv  | Ꮿ Ya  |
| 13F         | Ᏸ Ye  | Ᏹ Yi  | Ᏺ Yo  | Ᏻ Yu  | Ᏼ Yv  | Ᏽ (c) Mv |       |       |       |          |       |       |       |       |       |       |